# Луа (Приморская Шаранта)
Луа́ (фр. Loix) — коммуна во Франции, находится в регионе Пуату — Шаранта, на острове Ре. Департамент коммуны — Приморская Шаранта. Входит в состав кантона Арс-ан-Ре. Округ коммуны — Ла-Рошель.
Код INSEE коммуны — 17207.

## Население
Население коммуны на 2010 год составляло 713 человек.
| 1962 | 1968 | 1975 | 1982 | 1990 | 1999 | 2010 |
| ---- | ---- | ---- | ---- | ---- | ---- | ---- |
| 439  | 439  | 470  | 433  | 561  | 621  | 713  |

- Вид с воздуха на Луа
- Гавань в коммуне
- Вид с воздуха на гавань
- Форт